# Dicliptera inconspicua
Dicliptera inconspicua är en akantusväxtart som beskrevs av I.Darbysh.. Dicliptera inconspicua ingår i släktet Dicliptera och familjen akantusväxter. Inga underarter finns listade i Catalogue of Life.